# Ferrat de potassi
El ferrat de potassi és el compost químic amb la fórmula K₂FeO₄. És una sal porpra i és paramagnètic, i un rar exemple de compost amb ferro(VI). Reflectint el seu alt estat d'oxidació, el FeO₄2− és un potent agent oxidant.
Georg Ernst Stahl (1660 – 1734) va descobrir que el residu format cremant una mescla de nitrat de potassi i ferro dissolta en aigua va donar una solució porpra.

## Propietats i aplicacions
La principal dificultat amb l'ús de K₂FeO ₄ és que sovint és massa reactiva, com ho indica el fet que es descompon en contacte amb l'aigua, especialment en aigua àcida :
4 K₂FeO₄ + 4 H₂O → 3 O₂ + 2 Fe₂O₃ + 8 KOH
A alts pH, les solucions aquoses són estables. Les solucions morades profundes són similars en aparença a permanganat de potassi (KMnO
4). Es tracta d'un agent oxidant més fort que l'anterior. Com un sòlid sec, K₂FeO₄ és estable.
A causa que els productes secundaris de les seves reaccions redox són òxids de ferro a l'oxidació, K  2  FeO₄ ha estat descrita com un "green oxidant". S'ha utilitzat en la llista de tecnologies de tractament d'aigües residuals com a oxidant per a contaminants orgànics i com a biocida. Convenientment, el producte de reacció resultant és oxihidròxid de ferro (III), un excel·lent floculant. En síntesi orgànica, K ₂ FeO ₄  oxida primària alcohol.  En canvi, els oxidants relacionats, com ara cromat, es consideren perillosos per al medi ambient
K ₂ FeO  4  també ha cridat l'atenció com a potencial material càtode en una "bateria de súper ferro".
S'han proposat formes estabilitzades de ferrat de potassi per a l'eliminació d'espècies transuràniqus, tant dissoltes com suspeses, a partir de solucions aquoses. Es van proposar quantitats de càrrega per ajudar a remeiar els efectes de Chernoybil a Belarús. Aquesta nova tècnica es va aplicar amb èxit per a l'eliminació d'una àmplia gamma de metalls pesants.
S'ha proposat com un tap d'hemorràgies per a ferides fresques.